# Rio Pongo
Der Rio Pongo (im Oberlauf Fatala) ist ein Fluss in Guinea.

## Verlauf
Der Fluss entspringt im westlichen Bergland Fouta Djallon in Guinea im Norden der Region Boké. Er fließt in südwestliche Richtungen und mündet schließlich etwa 15 km unterhalb der Stadt Boffa über ein Ästuar in den Atlantik.

## Hydrometrie
Die Durchflussmenge des Fatala wurde an der hydrologischen Station Bindan bei dem größten Teil des Einzugsgebietes, über die Jahre 1971 bis 1980 gemittelt, gemessen (in m³/s; Werte aus Diagramm abgelesen).

## Bezeichnung
Steng genommen versteht man unter Rio Pongo nur das Ästuar des Fatala. In der Literatur werden die beiden Begriffe aber häufig synonym verwendet.